# Osmolalita
Osmolalita je množství osmoticky aktivních látek rozpuštěných v jednotce hmotnosti rozpouštědla. Obvykle se vyjadřuje v Osm/kg nebo ve zlomcích této jednotky.
Osmolalita vyjadřuje počet rozpuštěných částic v kilogramu čistého rozpouštědla. Naproti tomu osmotická koncentrace (také osmolarita, což je už nedoporučený starší název) udává počet rozpuštěných částic v litru výsledného roztoku.
Osmolalita je rovna součinu molality a počtu částic vzniklých disociací jedné molekuly.
Srovnáme-li vodné roztoky glukózy, NaCl a Na2SO4, všechny o stejné molalitě 1 mol/kg, budou se jejich osmolality lišit. Molekula glukózy nedisociuje, proto je osmolalita tohoto roztoku rovna 1 Osm/kg. Roztok NaCl disociuje tak, že z jedné molekuly NaCl vzniknou dva ionty (Na+, Cl−), proto osmolalita tohoto roztoku je 2 Osm/kg. Roztok Na2SO4 disociuje na tři aktivní ionty – Na+, Na+ a SO42−, proto je osmolalita tohoto roztoku 3 Osm/kg. Tento výpočet platí pouze pro ideální, tedy extrémně zředěné roztoky.
Většina tělesných tekutin jsou však reálné, tj. neideální roztoky, u nichž je reálná osmolalita menší než osmolalita ideální. K získání hodnoty reálné osmolality je třeba znát osmotický koeficient roztoku, kterým se vynásobí hodnota ideální osmolality roztoku.
Fyziologická hodnota osmolality plazmy je asi 285 mOsm/kg vody.